# Ошаганди (Осакаровський район)
Ошаганди́ (каз. Ошағанды) — село у складі Осакаровського району Карагандинської області Казахстану. Входить до складу Батпактинського сільського округу.
Населення — 341 особа (2021; 394 у 2009, 493 у 1999, 625 у 1989).
Національний склад станом на 1989 рік:
- німці — 100 %.

До 2002 року село називалось Красний Кут.